# Göggingen (Krauchenwies)
Göggingen is een plaats in de Duitse gemeente Krauchenwies, deelstaat Baden-Württemberg, en telt 929 inwoners (2004-10).

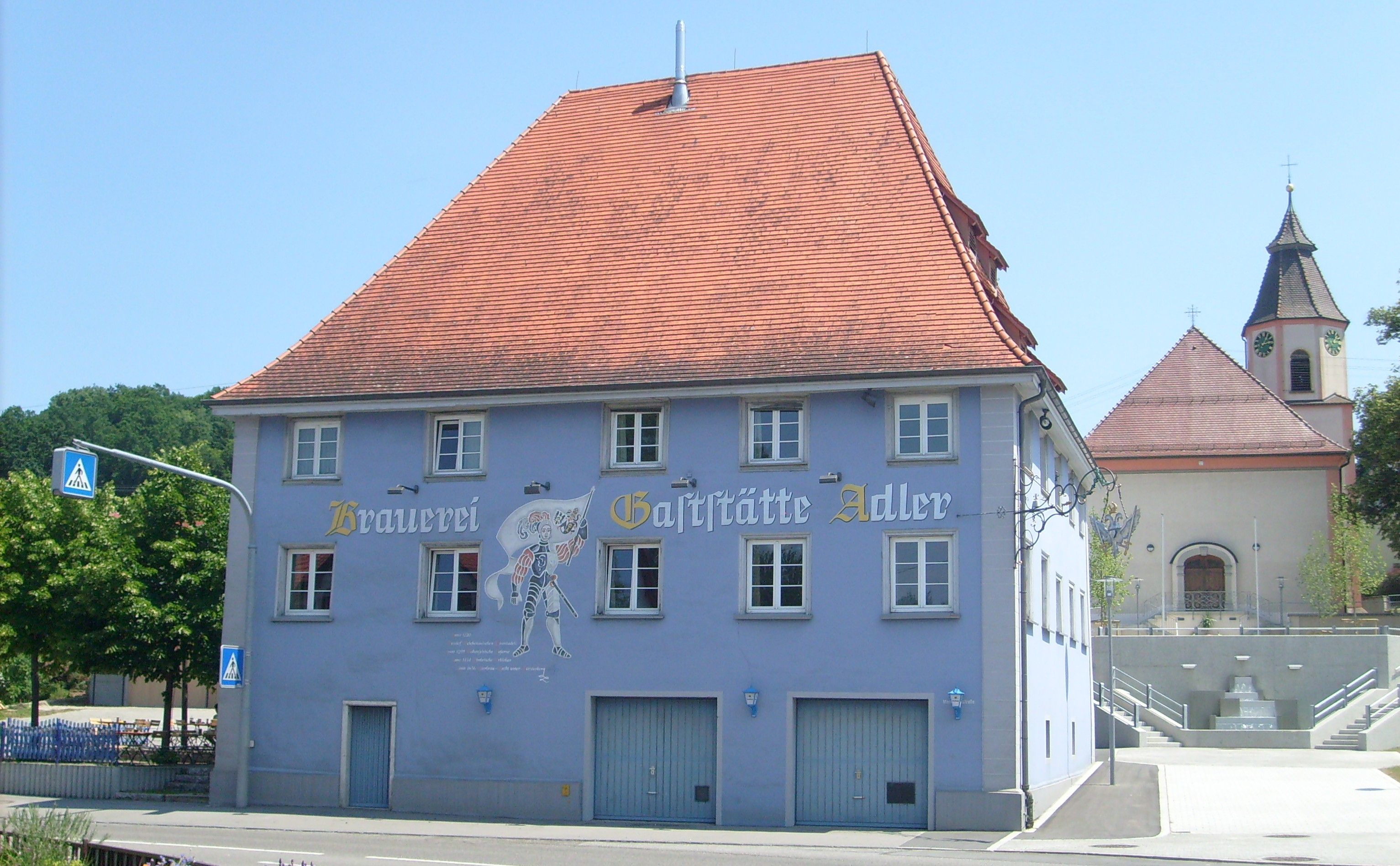
Gasthuis